# El Pati (Tàrrega)
El Pati o Plaça del Carme és una plaça de Tàrrega (Urgell) inclosa a l'Inventari del Patrimoni Arquitectònic de Catalunya.

## Descripció
Plaça de planta rectangular molt irregular, amb formes d'entrants i sortints i amb els quatre angles escairats. És de grans dimensions i és situada entre el nucli antic i el primer eixample. Tot el perímetre està rodejat d'arbustos de poca alçada que fan de balla respecte a l'exterior de la plaça. A més a més, hi ha la presència de bancs que també segueixen tot el perímetre intern. En els dos extrems curts de la plaça hi ha dos monuments erigits: el Monument als Països Catalans i el Monument a Ramon Carnicer. Just al centre hi ha una font-brollador d'aigua. La pl. del Carme està rodejada de comerços variats, habitatges i bancs que fa que sigui el centre neuràlgic de la ciutat de Tàrrega.

## Història
El popular "Pati" rep aquest nom pel fet d'haver estat durant el segle xviii el pati d'armes de les casernes militars que hi havia al voltant, avui convertides en habitatges. Primer fou un típic passeig popular de Tàrrega, però els consistoris van tenir molt interès a arreglar-lo com a espai públic fins a convertir-lo en plaça com és avui.

## Comerços
Està envoltada de molts comerços, majoritàriament relacionats amb la restauració. Els comerços que actualment envolten la plaça són: Pastisseria El Pati, El Liceu, Restaurant El Til·ler, Centre Òptic, Sabateria Badias i diverses entitats bancàries.